# Woodkid
Woodkid, pseudonimo di Yoann Lemoine (Tassin-la-Demi-Lune, 16 marzo 1983), è un cantautore, compositore e regista francese.
Dopo aver pubblicato il suo primo EP Iron EP il 28 marzo 2011, ha pubblicato due album in studio: The Golden Age (2013) e S16 (2020).
È noto anche per aver diretto video musicali, tra cui Teenage Dream di Katy Perry, Back to December di Taylor Swift, Born to Die di Lana Del Rey e Sign of the Times di Harry Styles.

## Biografia
Avvia la sua carriera studiando animazione all'Emile Cohl School di Lione, ottenendo una laurea a pieni voti.
Nel 2004 si trasferisce a Parigi lavorando temporaneamente presso la H5, per poi collaborare, nel 2006, con Luc Besson nella creazione del film animato Arthur e il popolo dei Minimei e con Sofia Coppola per il film Marie Antoinette.
Nel 2010 vince cinque Leoni al Festival internazionale della creatività Leoni di Cannes per il video Graffiti, sviluppato per la Campagna di sensibilizzazione per la lotta contro l'Aids.
Nel 2012 riceve un Award come "miglior regista dell'anno" agli MVPA Awards di Los Angeles.

### Come Woodkid
Dal 2011 gestisce, sotto il nome di Woodkid, un progetto musicale alternativo che ha preso ufficialmente il via con lo sviluppo dell'EP Iron, pubblicato il 28 marzo e pubblicizzato su YouTube con un videoclip diretto dall'artista stesso, in collaborazione con la modella Agyness Deyn.
Il brano omonimo dell'album è stato utilizzato come colonna sonora del trailer di lancio di Assassin's Creed: Revelations, e nel film Hitchcock, nonché per la serie TV Teen Wolf.
Il 6 ottobre del 2011, durante una live performance a Bruxelles si esibisce con una cover di Teenage Dream, di Katy Perry. Il 15 ottobre dello stesso anno si esibisce sul palco insieme a Lana Del Rey a New York. Con la cantautrice statunitense collaborerà nella direzione del videoclip della canzone Born to Die.
Il 15 novembre del 2012 si esibisce al London Jazz Festival.
Per la sua collezione maschile del 2013, A Soldier on My Own, il brand di moda Dior si ispira alle ritmiche di Iron, usando una frase del testo per nominarla. La canzone stessa venne utilizzata come colonna sonora per la sfilata.

### The Golden Age(2013)

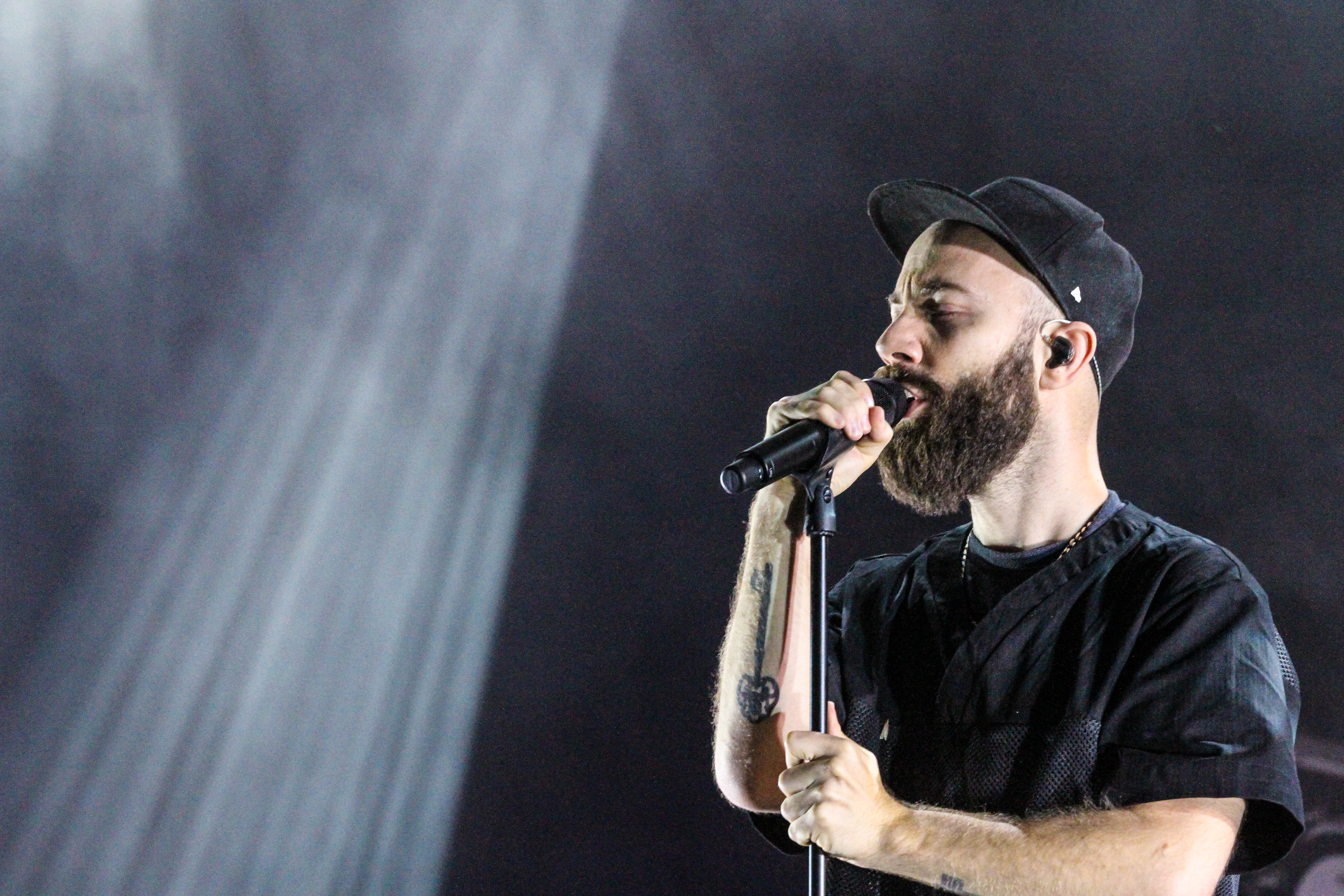
Woodkid al Melt! Festival di Gräfenhainichen, nel 2013.

Il 15 dicembre del 2012 viene annunciato, via Facebook, lo sviluppo di The Golden Age, il primo effettivo album di debutto del progetto Woodkid, anticipato dall'EP Run Boy Run, accompagnato anch'esso da un videoclip diretto dal musicista stesso; inoltre, il brano è stato utilizzato come colonna sonora del trailer di lancio del videogioco Dying Light e fa parte della colonna sonora di Gran Turismo Sport.
Il 14 dicembre, sempre sulla pagina Facebook ufficiale del cantante, viene annunciata la effettiva data di uscita dell'album, prevista per il 18 marzo 2013, con i pre-ordini aperti dal 4 febbraio 2013, in concomitanza con l'uscita del singolo I Love You.
Nel 2013, durante il Golden Age tour, Woodkid si esibisce al London Brixton Academy con l'orchestra della BBC, e venne invitato al Montreux Jazz Festival, esibendosi per la seconda volta con la Sinfonietta de Lausanne allo Stravinsky Auditorium.
Nel febbraio del 2014, Woodkid riceve un premio come miglior musicista all'equivalente francese dei Grammy Awards, il Les Victoires de la Musique.
Il 29 settembre 2014 il video di lancio della nuova GoPro Hero 4, contiene la traccia Run Boy Run in versione strumentale. Nel 2014, il brano completo, insieme a I Love You viene utilizzato come colonna sonora del film Divergent.
The Golden Age viene utilizzata come colonna sonora del cinematic trailer, che presenta il personaggio di Élise De la Serre, del videogioco Assassin's Creed: Unity.
Nel 2015 vengono pubblicati digitalmente altri singoli, tra cui Volcano, brano in precedenza realizzato solamente per il Golden Edge Live.

### S16(2020)
Nel 2020 sono stati pubblicati i singoli Goliath, Pale Yellow e Horizons Into Battlegrounds, successivamente inclusi nel suo secondo album S16, pubblicato il 16 ottobre 2020.